# Batalla naval del golfo de Nápoles
La batalla naval del golfo de Nápoles fue una de las batallas de la guerra de las vísperas sicilianas.

## Antecedentes
Tras la victoria en la batalla naval de Malta en 1283, Roger de Lauria provocó a los angevinos atacando la costa calabresa, Nápoles y Posilipo. Finalmente, en ausencia de Carlos I de Anjou, el príncipe de Salerno armó una escuadra para ir a su encuentro.

## La batalla
El 5 de junio de 1284 la escuadra de Roger de Lauria fue atacada cerca de Nápoles por los angevinos bajo el mando de Carlos de Salerno el cojo, y tras un primer contacto Roger fingió retirarse hacia Castellammare di Stabia, pero se detuvo en seco para iniciar el combate en medio de las aguas del golfo de Nápoles.
La escuadra aragonesa, armada de soldados acostumbrados al combate y más diestros en maniobras navales que los cortesanos y caballeros franceses, embistió a las galeras enemigas, salvo a las diez comandadas por Enrique de Mari, que escapó para ser finalmente capturado por los aragoneses, junto con sus naves. Entretanto, se combatía ferozmente en la “Galera de Capua”, comandada por Carlos de Salerno, hasta que Roger de Lauria mandó barrenar la galera para hundirla y los franceses se rindieron.

## Consecuencias
A comienzos de 1285 muere en Foggia Carlos I de Anjou, y Carlos II el cojo fue proclamado sucesor, pero como todavía era prisionero de los aragoneses, ejercieron la regencia su sobrino Roberto II de Artois y Gerardo de Parmo. Carlos II fue liberado en virtud de los tratados de Oloron y de Canfranc y fue coronado en Rieti el 29 de mayo de 1289, recibiendo del papa el título de Carlos de Palermo y el de rey de Sicilia, y se firmó una tregua por dos años.

### Citas
1. ↑  Quintana, M.J. (1996). «Roger de Lauria. Personajes de Aragón. General victorioso de la Escuadra Aragonesa en el Mediterráneo». Personajes de Aragón. Consultado el 24 de febrero de 2014.
2. 1 2  «ROGER DE LLORIA (1250-1305)». Històries de Catalunya (en catalán). Archivado desde el original el 7 de marzo de 2014. Consultado el 24 de febrero de 2014.